# 石淙河摩崖题记
石淙河摩崖题记位于河南省郑州市登封市东南大冶镇西刘碑村西的石淙河畔，为石淙河南北两岸的两处武周时期的摩崖石刻，分别为北岸的“夏日游石淙诗并序”和南岸的“秋日宴石淙序”。此外，石淙河两岸还有宋、金、明、清、民国各个时期的游人题记近四十幅。

## 历史背景

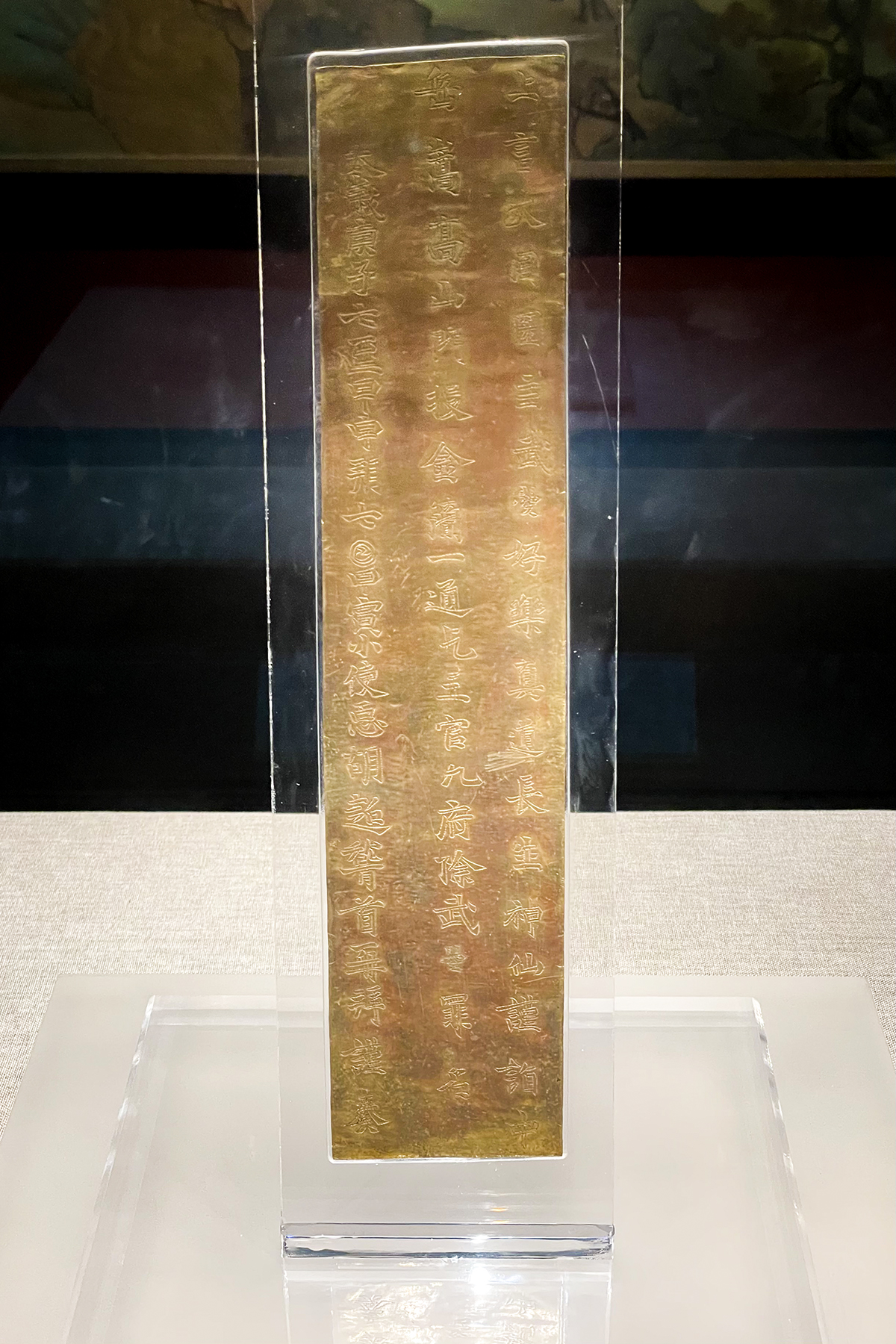
武则天金简

石淙河发源于登封东北嵩山太室山北麓，向东南流至西刘碑村后折向西流，此段河道两岸崖壁高耸，多有洞穴，河水击石淙淙有声，故而得名，有“水营山阵”、“天中胜景”、“小桂林”之称，摩崖题记即位于此处的崖壁上。
武周圣历三年（700年）正月，武则天在嵩山石淙河畔兴建三阳宫。是年四月至七月，武则天一直居于三阳宫避暑。在三阳宫避暑期间，武则天在五月病愈后大赦天下，改年号为久视，并在石淙河畔与群臣宴饮作诗。七月，命使臣胡超到嵩山山门代她祭拜，并投下了赐福除病的金简。该金简于1982年于嵩山峻极峰下被发现，长36.2厘米，宽8厘米，重223.5克，上刻双钩楷书63字，现藏河南博物院。

## 摩崖题记

### 夏日游石淙诗并序
久视元年（700年）五月十九日，武则天于石淙河畔大宴群臣，并做《石淙》七言诗一首。太子李显、相王李旦、梁王武三思和狄仁杰、张易之、张昌宗、李峤、苏味道、姚崇、阎朝隐、崔融、薛曜、徐彦伯、杨敬述、于季子、沈佺期共十六位随行的王公大臣各做“侍游应制”七言诗一首。武则天又做《夏日游石淙诗序》，并命薛曜将十七首诗并序一同书写，刻于石淙河北崖石上。该石刻高宽均为3.7米，共39行，每行42字，为河南省现存最大的摩崖碑刻。

### 秋日宴石淙序
“秋日宴石淙序”石刻位于石淙河车厢潭南石壁上，高2.25米，宽2.7米，共25行，每行41字。石刻的内容为《秋日宴石淙序》，由张易之所作，主要描绘石淙河的山水景物。石刻上缺少书写人姓名和刻碑年月。

## 图集

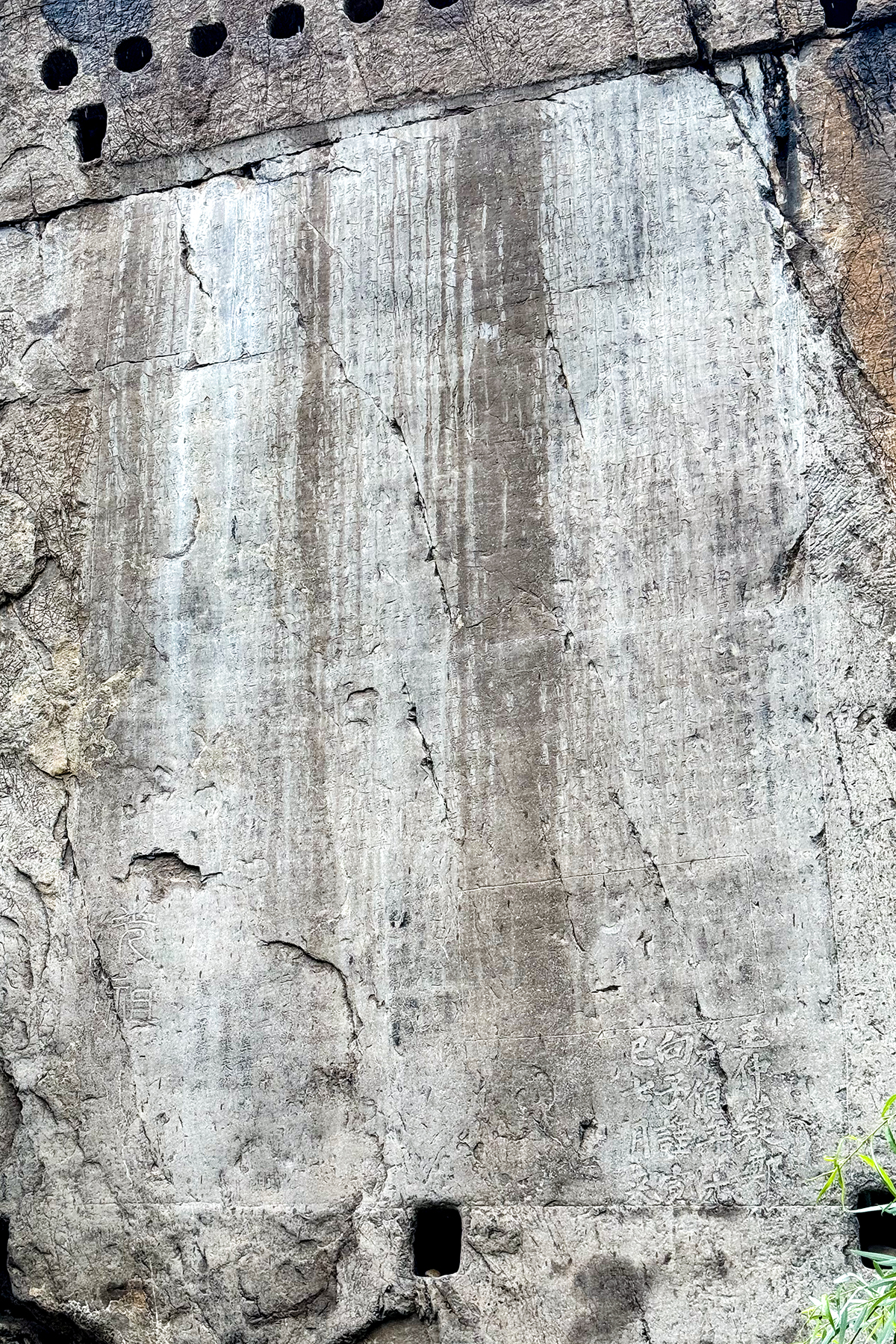
“夏日游石淙诗并序”石刻
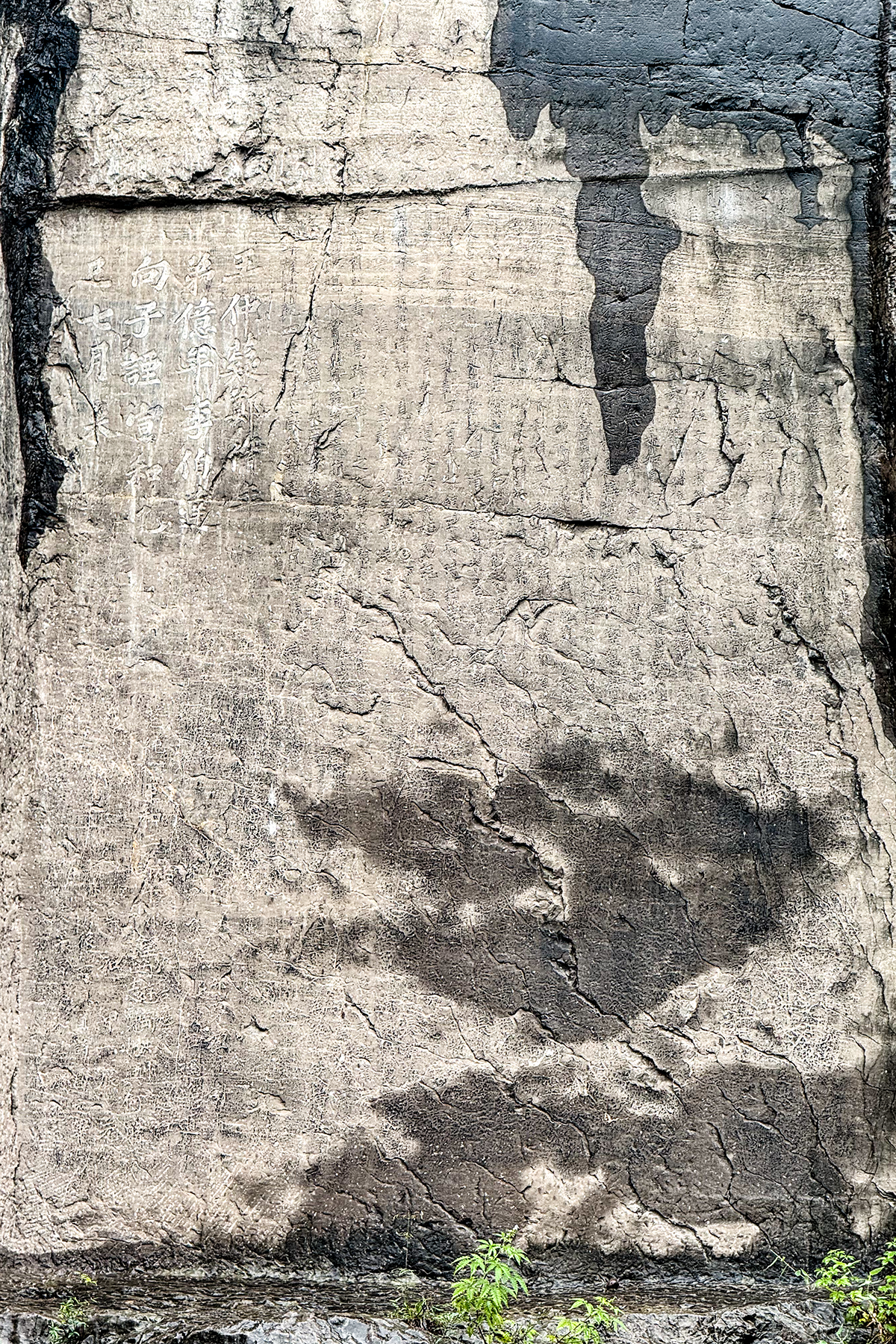
“秋日宴石淙序”石刻
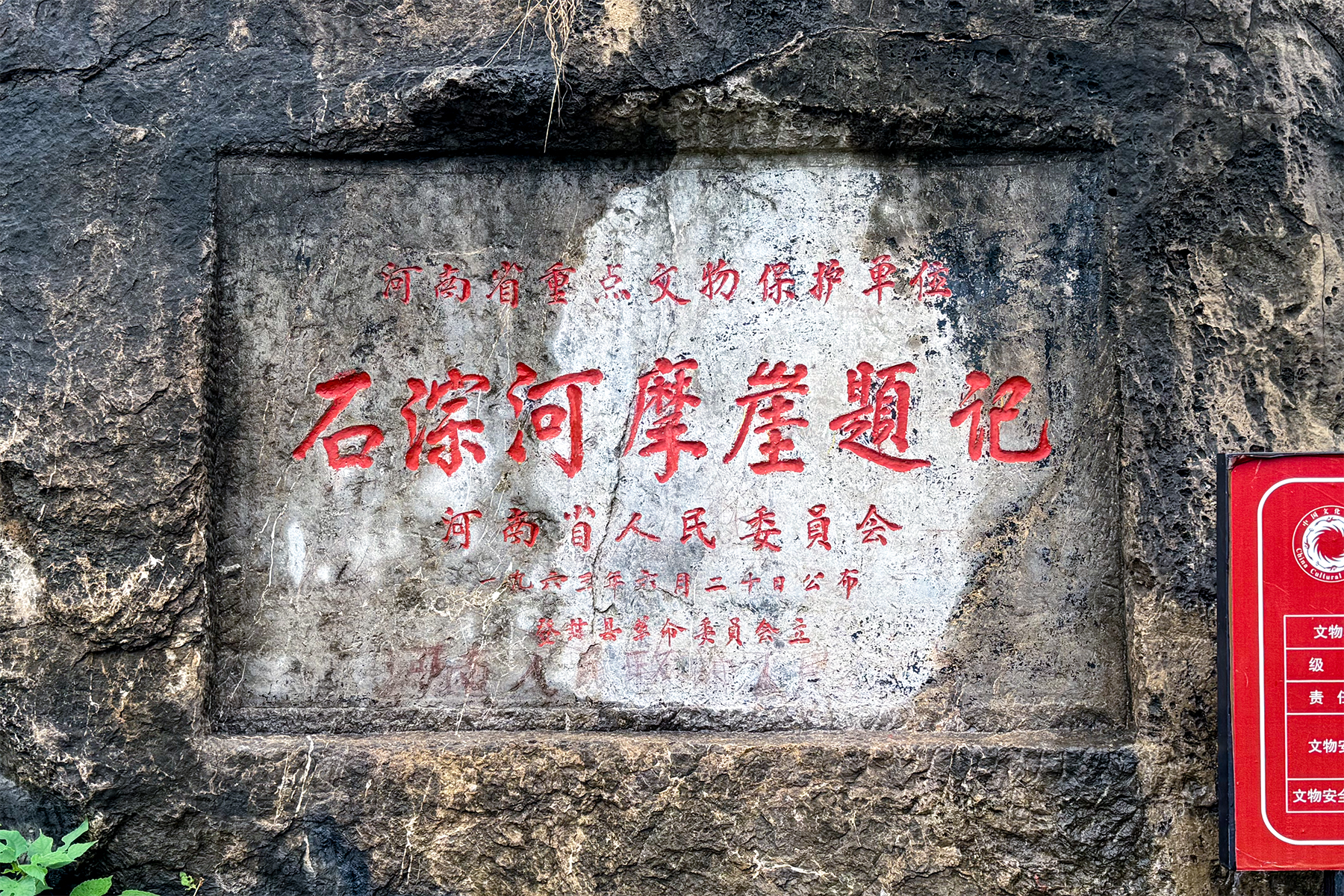
河南省文物保护单位标识

## 保护
1963年6月20日，石淙河摩崖题记被河南省人民委员会公布为第一批河南省文物保护单位。因工业和生活废水排入石淙河导致河水污染，摩崖题记的岩体基部曾在2020年被发现存在腐蚀溶解的情况。2022年5月，当地政府在石淙河上游建设了污水处理设施，改善了石淙河的水质。文旅部门也将石淙河文物保护纳入中远期规划，并进行常态化管理。